# I Can't Wait (chanson d'Akon)
Cet article concerne la chanson d'Akon. Pour l'album d'Yngwie Malmsteen, voir I Can't Wait.
Pour les articles homonymes, voir I Can't Wait.
Singles de Akon
Sorry, Blame It on Me
(2006) Right Now (Na Na Na)
(2008)
I Can't Wait est le sixième et dernier single de l'artiste américain Akon issu du son deuxième album Konvicted. Le single est sorti pour téléchargement le 31 mars 2008. Akon a enregistré le single avec le chanteur T-Pain. La version originale de chanson était You and Me.

## Clip
Le clip commence avec Akon qui sort d'une Rolls-Royce Phantom Drophead Coupé et voit une belle fille dans la rue. La première fois, il ignore la fille et rentre dans une discothèque. Il arrive à un autre club et retrouve encore une fois la fille, il essaye de lui parler, mais elle est avec un autre homme. 
Lors de leur troisième rencontre, il réussit à parler avec elle et il rentre chez elle. On voit aussi T-Pain en train de jouer au piano avec Akon tout en chantant le refrain.

## Pistes
Téléchargement
1. "I Can't Wait" (Version Radio) - 3:46

Single Promotionnel
1. I Can't Wait (UK Radio)
2. I Can't Wait (Clean)
3. I Can't Wait (Instrumentale)
4. I Can't Wait (version pour la radio Australienne)
5. I Can't Wait (Clean - Album Version)